# Kamtjatka (flod)
Kamtjatka er en flod i Russisk fjernøsten, der løber østpå i Kamtjatka kraj og udmunder i Stillehavet. Floden er 758 km lang og er rig på laks, der yngler i millionvis hvert år. Det rige laksefiskeri var tidligere livsgrundlaget for itelmen-folket, der levede i området. 